# グレーム・クロスビー
グレーム・クロスビー（Graeme Crosby, 1955年7月4日 - ）は、ニュージーランド出身の元グランプリライダーである。非常に多才なライダーであり、デイトナ200、イモラ200、鈴鹿8時間耐久レース、マン島TTレースなどで勝利を挙げており、後のワイン・ガードナーやマイケル・ドゥーハンへと続くオセアニア出身のグランプリライダーの先駆けともいえる人物である。

## 来歴
1974年に地元のニュージーランドでレースデビューを飾ったクロスビーは、1976年、オーストラリアのスーパーバイク選手権で印象的な走りを見せて注目を浴びた。
1980年、ヨーロッパに渡って活躍の場をイギリスに移したクロスビーは、マン島TTレースのシニアクラスで優勝する速さを見せる。スズキのRG500でWGPの500ccクラスへの参戦を開始。ヘロン・スズキチームでランディ・マモラのチームメイトとなった。同年には鈴鹿8時間耐久レースにもウェス・クーリーとのペアでヨシムラ・スズキから参戦して勝利を挙げ、更にTT-F1世界選手権のチャンピオンをスズキにもたらした。
1981年もヘロン・スズキに残留し、イギリス選手権TT-F1クラスチャンピオンとなると同時にWGP500ccクラスでもランキング5位を獲得し、ジャコモ・アゴスチーニ率いるマールボロ・ヤマハ・ワークスチームに移籍する。
1982年、伝統のデイトナ200で優勝して幸先の良いスタートをきったクロスビーは、シーズン中の怪我にもかかわらずランキング2位となる活躍を見せる。しかしチーム内の政治的なゴタゴタに嫌気がさし、シーズン終了後にグランプリからの引退を発表した。

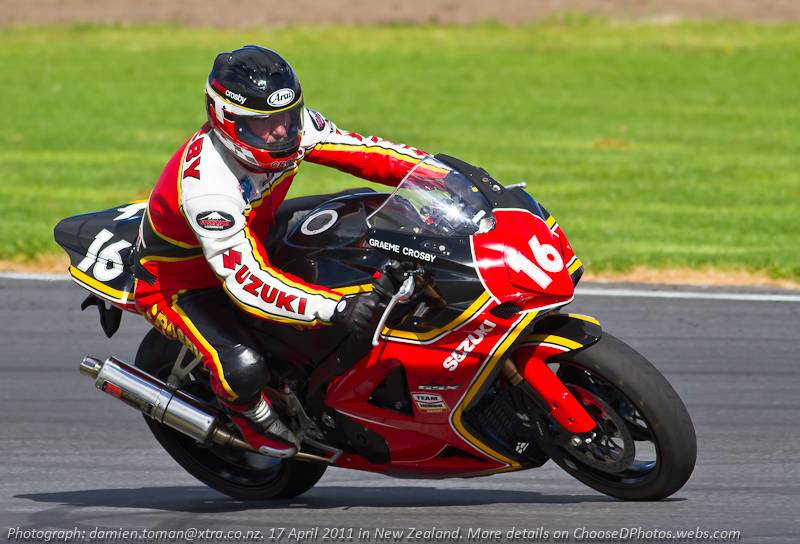
母国プケコヘ・サーキット 2011年

引退後はニュージーランドに戻り、いくつかのモーターサイクル関連のビジネスで成功を収めた。また、主にニュージーランドやオーストラリアで行われる4輪のツーリングカー・レースに参戦して、好成績を挙げている。2輪レースではGP引退後も日本の鈴鹿8時間耐久レースだけには出場し続けた。
1995年にニュージーランド・スポーツ殿堂入りを、2007年にはニュージーランド・モーターサイクル殿堂入りを果たした。

## 主な戦績

### ロードレース世界選手権
- 凡例
- ボールド体のレースはポールポジションを記録。

| 年   | クラス | チーム             | マシン | 1      | 2      | 3     | 4     | 5     | 6      | 7      | 8     | 9      | 10    | 11    | 12    | ポイント | 順位 | 勝利数 |
| ---- | ------ | ------------------ | ------ | ------ | ------ | ----- | ----- | ----- | ------ | ------ | ----- | ------ | ----- | ----- | ----- | -------- | ---- | ------ |
| 1980 | 500cc  | ヘロン・スズキ     | RGB500 | ITA NC | SPA 12 | FRA 5 | NED 8 | BEL 4 | FIN -  | GBR 13 | GER 2 |        |       |       |       | 29       | 8位  | 0      |
| 1981 | 500cc  | ヘロン・スズキ     | RGB500 | AUT 2  | GER 13 | ITA 2 | FRA 3 | YUG 4 | NED NC | BEL 7  | RSM 3 | GBR NC | FIN 5 | SWE 5 |       | 68       | 5位  | 0      |
| 1982 | 500cc  | マールボロ・ヤマハ | YZR500 | ARG NC | AUT 4  | FRA - | SPA 4 | ITA 3 | NED 4  | BEL -  | YUG 2 | GBR 3  | SWE 3 | RSM 3 | GER - | 76       | 2位  | 0      |

### 鈴鹿8時間耐久ロードレース
| 年   | 車番 | ペアライダー             | チーム                      | マシン                | 予選順位 | 決勝順位 | 周回数 |
| ---- | ---- | ------------------------ | --------------------------- | --------------------- | -------- | -------- | ------ |
| 1978 | 1    | トニー・ハットン         | モリワキレーシング          | モリワキ-カワサキ・Z1 | 3        | 3        | 188    |
| 1979 | 2    | 富江昭孝                 | モリワキレーシング          | モリワキ-カワサキ・Z1 | 1        | Ret      | 52     |
| 1980 | 12   | ウェス・クーリー         | ヨシムラR&D                 | スズキ・GS1000        | 1        | 1        | 200    |
| 1981 | 8    | ウェス・クーリー         | ヨシムラR&D                 | スズキ・GS1000R       | 2        | Ret      | 58     |
| 1983 | 12   | ロブ・フィリス           | チームヨシムラ・モリワキ    | スズキ・GSX1000       | 1        | 13       | 177    |
| 1984 | 12   | レン・ウィリングス       | ヨシムラ                    | スズキ・GSX750ES      | 3        | Ret      | 84     |
| 1985 | 15   | ケビン・シュワンツ       | チームヨシムラ・モチュール  | スズキ・GSX-R750      | 11       | 3        | 192    |
| 1988 | 33   | アンドリュー・ストラウド | チーム・クロスビー          | モリワキ・Zero-ZX7    | 17       | Ret      | 39     |
| 1989 | 19   | マルコム・キャンベル     | 生活創庫アピタNTTレーシング | モリワキ・Zero-ZX7    | 32       | 6        | 197    |
| 1990 | 19   | マルコム・キャンベル     | NTTモリワキレーシング       | モリワキ・Zero-VX7    | 24       | Ret      | 117    |